# Baron Howard of Penrith

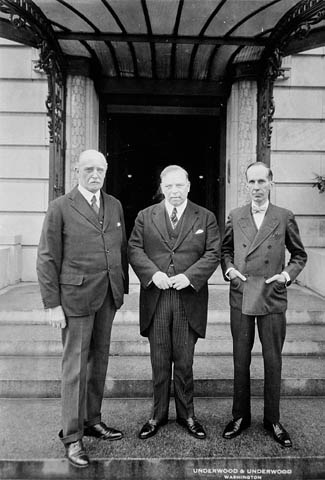
Esme Howard, de 1e baron Howard of Penrith (links) met William Lyon Mackenzie King en Vincent Massey.

Baron Howard of Penrith is een adellijke titel in de peerage van het Verenigd Koninkrijk. De baronie Howard of Penrith bevindt zich in Gowbarrow, in het graafschap Cumberland.

## Geschiedenis
De titel baron Howard van Penith werd in 1930 ingesteld voor Esme Howard, voorheen de Britse ambassadeur in de Verenigde Staten. Hij was de kleinzoon van Lord Henry Howard-Molyneux-Howard, de jongere broer van Bernard Howard, 12e hertog van Norfolk. De titel wordt tegenwoordig gedragen door Esme Howards kleinzoon Philip, die zijn vader Francis in 1999 opvolgde. 
Henry Howard en Stafford Howard, broers van de eerste baron, waren beiden parlementslid.

## Dragers van de titel
- Esme Howard, 1e baron Howard of Penrith  (1930–1939)
- Francis Howard, 2e baron Howard of Penrith (1939–1999)
- Philip Esme Howard, 3e baron Howard of Penrith (1999- )